# (5526) Kenzo
(5526) Kenzo ist ein Asteroid des Hauptgürtels, der am 18. Oktober 1991 vom japanischen Astronomen Takeshi Urata an der Oohira Station des Nihondaira-Observatoriums (IAU-Code 385) in der Präfektur Shizuoka entdeckt wurde.
Der Asteroid wurde nach dem japanischen Astronomen und Asteroidenentdecker Kenzō Suzuki (* 1950) benannt.